# شفيتسوف إم-11
شِفِيتسوف إم-11 (بالروسية: Швецов М-11) هو محرك طائرة شعاعي، يتكون من 5 أسطوانات ويُبرد بالهواء. أُنتج في الاتحاد السوفيتي في الفترة ما بين 1923 و 1952.

## التصميم و التطوير
صُمم شفيتسوف إم-11 في إطار منافسة أُعلنت عام 1923 في الاتحاد السوفيتي لتصميم محرك جديد لاستخدامه للطائرات الرياضية والتدريبية. والمحرك عباره عن محرك شعاعي متردد مكون من 5 أسطوانات في صف واحد ذات رؤوس من الألومنيوم.
و يحتوي إم-11 على عمود حدبات لكل أسطوانة لتشغيل الصمامات العلوية مثل المحرك الأمريكي كينر بي-5 المكون من 5 أسطوانات، فضلا عن احتوائها على حلقة حدبة مركزية.

عانت النسخ الأولية من محرك إم-11 من قصر فترة الخدمة إلى 50 ساعة فقط. وكانت قدرة إم-11 الأساسي 100حصان (73 كيلو وات)، بينما إم-11 دي الجديد ارتفعت قدرته إلى 125حصان (92 كيلو وات).
ازدادت قدرة النسخة النهائية من المحرك إم-11 إف أر لتصبح 160حصان عند سرعة دورانية 1900 دورة في الدقيقة عند الإقلاع و 140 حصان أثناء الطيران، كما احتوى على إضافات لأجل المروحة الدافعة متغيرة التأرجح و محرك للملحقات (المضخة الفراغية، الضواغط، المولدات، إلخ) وامتازت بمكربن هواء بدون عوامة.

## الأنواع
- إم-100

كان هذا تسمية النماذج و النسخ الأولية.
- إم-11

كانت قدرة نسخة الإنتاج الأول 75 كيلو وات (100 حصان)، و نسبة الانضغاط 1:5
- إم-11 ايه

75 كيلو وات (100 حصان) / 82 كيلو وات (110حصان)
- إم-11/ايه

75 كيلو وات (100حصان) / 82 كيلو وات (110 حصان)
- إم-11 بي

75 كيلو وات (100 حصان) / 82 كيلو وات (110حصان) 
- إم-11 دي86

كيلو وات (115 حصان) / 93 كيلو وات (125 حصان)
- إم-11 أي

نسبة الانضغاط 1:6، و القدرة 110 كيلو وات (150حصان) / 120 كيلو وات (110 حصان).
- إم-11 إف

108 كيلو وات (145 حصان) / 123 كيلو وات (165حصان)
- إم-11 إف إم

108 كيلو وات (145 حصان)
- إم-11 إف أر

نسبة الانضغاط 1:5.5 - القدرة 100 كيلو وات (140 حصان) / 120كيلو وات (160حصان)
- إم- 11 إف أر-1

نسبة الانضغاط 1:5.5 - القدرة 100 كيلو وات (140حصان) / 120 كيلو وات (160 حصان).
- إم- 11 إف إن

نسبة الانضغاط 1:5.5 - القدرة 150 كيلو وات (200 حصان) 
- إم- 11 جي
- 75 كيلو وات (100حصان) /82 كيلو وات (110 حصان)
- إم-11 أي

نسبة الانضغاط 1:5.5 - القدرة 130 كيلو وات (170 حصان) / 150 كيلو وات (200 حصان)
- إم-11 كيه

80 كيلو وات (115 حصان) / 93 كيلو وات (125 حصان)
- إم-11 إل

القدرة 86 كيلو وات (115حصان) / 93 كيلو وات (125 حصان)
- إم-11 إم

108 كيلو وات(145حصان)
- إم-11 في

75 كيلو وات (100حصان) / 82 كيلو وات (110 حصان)
- إم-11 واي أي

تطور بواسطة أوكروميشكو، و بلغت قدرته 110 كيلو وات (150 حصان).

### تحسينات أخرى
- 3 إم- 11

تسمية بديلة لمحرك إم-50 المكون من 3 أسطوانات و المشتق من إم-11.
- إم-12

تطوير لمحرك إم- 11 بواسطة إم.ايه. كوسوف، و غير مرتبط بمحرك نامي-100 الذي سٌمى مبكرا إم-12.
- إم-12 (إم-11 يا)

مشروع تطوير لمحرك إم-11 في جاز-41. تم تشغيل النموذج لكن النتائج لم تكن مرضية، و أُعيد تصميمه من إم-11 يا.
- إم-13 (إم-13 كيه)

تطور عام 1944 بواسطة إم.ايه. كوسوف، و تم تجميعه من أنواع إم-11 المختلفة.
- إم-13

بالتوازي مع إم-13 كيه، أي.في أرمن في جاز-41 استخدم أسطوانات من إم-11 دي مع عمود مرفق جديد و علبة مرافق.
- إم-13

نسخة لاحقة من إم-13 صُممت بواسطة أي.ايه. مزهيلوف، في أوكب-41 في عام 1946. و برغم اجتياز اختبار القبول في يونيو 1948، إلا أن هذا المحرك لم يدخل إلى الإنتاج.
- إم-48

محرك 7 أسطوانات، تطور في جاز-29، و بلغت قدرته 150 كيلو وات (200 حصان).
- إم-49

محرك 9 أسطوانات، تطور في جاز-29، و بلغت قدرته 200 كيلو وات (270 حصان) / 230 كيلو وات (310 حصان).
- إم-50

محرك 3 أسطوانات، تطور في جاز-29، و بلغت قدرته 45 كيلو وات (60 حصان).
- إم-51

محرك 5 أسطوانات، تطور في جاز-29، و بلغت قدرته 93 كيلو وات (125حصان) / 108 كيلو وات (145حصان).
- إم جي-11

تطور من إم-51 في نيجف ( معهد البحوث البحرية جرازداهنسكوفو فوزدوشنوف فلوتا-المعهد العلمي التجريبي للأسطول الجوي المدني) بواسطة إم.ايه. كوسوف، و بلغت قدرته 110 كيلو وات (150 حصان) / 130 كيلو وات (180 حصان).
- إم جي-21

تطوير لمحرك إم-48 في إن أي أي جي في إف بواسطة إم.ايه. كوسوف، و بلغت قدرته 160 كيلو وات (210 حصان) / 190 كيلو وات (250 حصان).
- إم جي-31

تطوير لمحرك إم-48 في إن أي أي جي في إف بواسطة إم.ايه. كوسوف، و بلغت قدرته 160 كيلو وات (210 حصان) / 190 كيلو وات (250 حصان).
- إم جي-50

محرك شعاعي 18 أسطوانة مرتبه في صفين، اشتُق من مكونات إم-11  بواسطة إم.ايه. كوسوف، و بلغت قدرته 600 كيلو وات (800حصان) / 630 كيلو وات (850حصان).

## التطبيقات
عمل محرك إم-11 على تشغيل العديد من الطائرات الروسية والبلغارية والبولندية. و ظل المحرك يُنتج حتى عام 1952 بكمية إنتاج كلي يزيد عن 100000 محرك.
صُنعت المئات من إم-11 دي و إم-11 إف أر-1 بترخيص في واسك بزل ‏ البولندية في كاليش. كما استخدم أيضا لمحركات جاز-98 كيه ‏ أيروساني المستخدمة في طائرات مثل المراكب الهوائية ‏ المستخدمة اليوم، و مثل المحركات القياسية للزلاجات الدافعة مثل نكل-26 المستخدمة في الحرب العالمية الثانية. 

### الطائرات المستخدم لمحرك إم-11

#### الروسية
- جريبوفسكي جي-15
- جريبوفسكي جي-20
- جريبوفسكي جي-21
- جريبوفسكي جي-23
- جريبوفسكي جي-27
- ميكويان-جيرفيتش ميج-8 أوتكا
- بوليكاربوف بو-2
- شيرباكوف شيش-2
- ياكوفليف يو تي-1
- ياكوفليف يو تي-2
- ياكوفليف ياك-6
- ياكوفليف ياك-12
- ياكوفليف ياك-18

#### البلغارية
- لاز-7 إم

#### البولندية
- لود جوناك  [لغات أخرى]‏
- بزل إس-4 كانيا

## مواصفات (إم-11 ايه)
- النوع:محرك طائرة شعاعي أحادي الصف يبرد بالهواء، مكون من 5 أسطوانات.
- قطر الأسطوانة: 125 مم.
- الشوط: 140 مم.
- سعة المحرك: 525 بوصة مكعبة (8.6 لتر).
- الوزن: 363باوند (165 كجم).

### المكونات
- نظام التبريد: تبريد بالهواء.

### الأداء
القدرة الناتجة
- 110 حصان (82 كيلو وات) عند سرعة دورانية 1650دورة/دقيقه عند الإقلاع.
- 100 حصان (75 كيلو وات) عند الطيران.
- القدرة النوعية: 9.5 كيلو وات/لتر (0.21حصان/بوصة مكعب).
- نسبة الانضغاط: 1:5
- نسبة القدرة إلى الوزن: 0.3 حصان/باوند (0.5 كيلو وات/كجم).

## مزيد من القراءة
- Gunston, Bill. World Encyclopedia of Aero Engines. Cambridge, England. Patrick Stephens Limited, 1989. ISBN 1-85260-163-9
- Kotelnikov, Vladimir. Russian Piston Aero Engines. Marlborough, Wiltshire. The Crowood Press Ltd. 2005. ISBN 1-86126-702-9.